# Pobre de mí

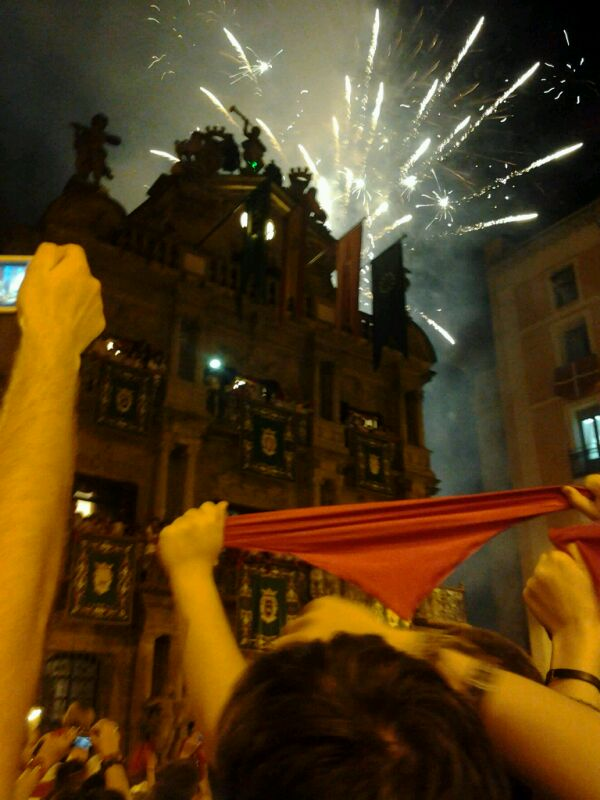
Fuegos artificiales durante la entonación del Pobre de mí.

El Pobre de mí (en euskera: Gaixoa Ni) es un cántico popular que se entona para despedir la fiesta de los sanfermines la medianoche del día 14 de julio de cada año cuando, en la Plaza Consistorial de Pamplona, el alcalde de la ciudad anuncia el final de las fiestas en honor de San Fermín.

## Características
A la hora en punto, el alcalde de la localidad se asoma desde el balcón del Ayuntamiento para poner fin a las fiestas y dirigiéndose a los allí congregados, muchos de ellos provistos de velas encendidas y móviles, proclama, tras hacer una apología de las fiestas:
¡Viva San Fermín! Gora San Fermin!... ¡Pobre de mí, pobre de mí, que se han acabado las fiestas de San Fermín!
El cántico es repetido varias veces por los mozos y mozas,  acompañados por una banda de música, que acaban entonando la canción "uno de enero..." como deseo del pronto inicio de la fiesta al año siguiente, mientras se retiran del cuello el pañuelo rojo que se colgaron al inicio de la fiesta. Desde la contigua Plaza de los Burgos se lanza una traca de fuegos artificiales para marcar el final de las fiestas.